# Долива (герб)
Долива (пол. Doliwa, Doliwczyk, Doliwita, Tres Rosae) — польский дворянский герб.

## Описание герба
Три красные розы, состоящие каждая из четырёх (иногда пяти) лепестков, расположенные на узкой белой перевязи, проведенной в лазоревом поле вправо. В нашлемнике между двумя трубами также три розы, расположенные вертикально одна под другой.

## История
Герб этот был пожалован одному витязю за отличие при крепости Ливе; роза же, как и всякий цветок в гербе воина, означает примирителя или избавителя от осады.

## Герб используют
Алькимовичи (Alkimowicz), Андрошевичи (Androszewicz), Андруховичи (Andruchowicz), Андрушевичи (Andruszewicz, Andruszowicz, Androszewicz), Бадовские (Badowski), Бальцеровичи (Balcerowicz), Бартодзейские (Bartodziejski), Баруховские (Baruchowski), Бериты (Berith), Бендлевские (Bedlewski), из Бехова (z Biechowa), Берненцкие (Bieniacki), Блотницкие (Blotnicki), Бобровицкие (Bobrowicki), Бобровницкие (Bobrownicki), Богданские (Bogdanski), Борны (Born, Borna), Боруховские (Boruchowski), Бржезинские (Brzezinski), Хановские (Chanowski), Хебда (Chebda), Цехолевские (Ciecholewski), Целеские (Cieleski), Цемержинские (Ciemierzynski), Чиндальские (Czindalski), Даневичи (Daniewicz), Даргиц (Dargitz), Дембинские (Debinski), Дембские (Debski), Дер (Дир, Dier), Добеш (Dobiesz), Доброт (Dobrot), Добровольские (Dobrowolski), Добруцкие (Dobrucki), Доливы (Doliwa), Драбст (Drabsth), Дробот (Drobot), Дуневичи (Duniewicz), Дзеченские (Dzieczenski), Дзектарские (Dziektarski), Дзик (Dzik), Фальковские (Falkowski), Гецевичи (Giecewicz), Гезек (Gezek), Глазеевские (Glazejewski), Глазовские (Glazowski), Глембоцкие (Glębocki), Глучовские (Gluczowski), Гоцкие (Gocki, Godzki), Гойские (Gojski, Gojski), Голговские (Golgowski), Гонсецкие (Gonsecki), Горские (Гурские, Gorski), Горжуховские (Gorzuchowski), Горжицкие (Gorzycki), Госцинские (Goscinski), Гойские (Goyski), Гоздовские (Gozdoski, Gozdowski), Гоздзельские (Gozdzielski), Гоздзецкие (Gozdzecki), Гоздские (Gozdzki), Гозимирские (Gozimirski), Граевские (Grajewski), Граневские (Granieski, Graniewski), Гринчук (Hrynczuk), Гурские (Gurski), Гуские (Guski), Гузовские (Guzowski), Гуртиг (Hurtyg), Ирашевские (Iraszewski), Ирушевичи (Iruszewicz), Якубинские (Jakubinski), Ямёлковские (Jamiolkowski), Яниковские (Янковские, Janikowski, Jankowski), Янские (Janski), Елитко (Jelitko), Елитовские (Jelitowski), Емелковские (Jemiolkowski), Кадлубицкие (Kadlubicki), Кадлубские (Kadlubski), Клеховские (Klechowski), Клечковские (Kleczkowski), Клиховские (Klichowski), Клочевские (Клочовские, Kloczewski, Kloczowski), Кнот (Knot), Копачи (Kopacz), Коссинские (Kosinski), Кощицы (Koszczyc), Кошембар (Koszembar), Кот (Kot), Кожуховские (Kozuchowski), Крогулецкие (Krogulecki), Крушецкие (Kruszecki), Лангенау (Langenau), Липские (Lipski), Любенские (Lubienski), Люборадские (Luboradzki), Людкевичи (Ludkiewicz), Лютко (Lutko), Лубенские (Lubienski), Лукомские (Lukomski), Лышковские (Lyszkowski), Махвичи (Machwicz), Мерженские (Mierzenski), Милославские (Miloslawski), Млечко (Mleczko), Млотницкие (Mlotnicki), Мочидловские (Moczydlowski), Модлибовские (Modlibowski), Морачевские (Moraczewski), Начко (Naczko), Начкун (Naczkun), Нашинец (Naszyniec), Натко (Natko), Немоевские (Niemojewski), Носвицкие (Noswicki), Новомейские (Nowomiejski), Охимовские (Ochimowski), Ольшинские (Olszynski), Парчевские (Parczewski), Пассек (Пашек, Pasek, Paszek), Пемповские (Pepowski), Подлеские (Podleski), Поржецкие (Porzecki), Пржекулея (Przekuleja), Пржировницкие (Przyrownicki), Пуржицкие (Purzycki), Радецкие (Radecki), Раковские (Rakowski), Роздражевские (Rozdrazewski, Rozrazewski), Рожицкие (Rozycki), Рыкальские (Rykalski), Рыковские (Rykowski), Ржешовские (Rzeszowski), Садковские (Sadkowski), Савинские (Sawinski), Считские (Sczytski), Сицинские (Sicinski), Семяковские (Siemakowski), Сильницкие (Silnicki, Silnicki z Silnicy), Скарбек (Skarbek), Скавинские (Skawinski), Скомпские (Skapski), Скемпские (Skepski), Скробонские (Skrobonski), Слесинские (Slesinski), Слесницкие (Slesnicki), Слезинские (Slezinski), Смолинские (Smolinski), Собоцкие (Sobocki), Соколовские (Sokolowski), Сречковские (Sreczkowski, Sreszkowski), Старжинские (Starzynski), Стомпчевские (Stapczewski), Стемчинские (Stemczynski), Стемпченские (Stepczenski), Стемпчинские (Stepczynski), Стемпские (Stepski), Стравинские (Strawinski), Стронские (Stronski), Стрыевские (Stryjowski ), Суские (Suski), Сыруц (Syruc), Щитские (Szczytski), Слешинские (Sleszynski), Свидницкие (Swidnicki), Теуто (Teuto), Тржецкие (Trzecki), Вардынские (Wardynski), Вяльбут (Wialbut), Влодковские (Wlodkowski), Вольские (Wolski), Вржебские (Wrzebski), Захаревичи (Zacharewicz), Захаржевские (Zacharzewski), Закршевские (Zakrzewski), Зальхоцкие (Zalchocki), Залэнцкие (Zalecki), Зеленцкие (Zelecki), Зембржуйские (Zembrzuski), Зелецкие (Zielecki), Зелинские (Zielinski), Жидовские (Zydowski).
Долива изм.Глуховские (Gluchowski z Lowicza), Розражевские (Rozrazewski), Шликевичи (Ш.-Плющевы).